# Ribeirão dos Apertados
Der Ribeirão dos Apertados ist ein etwa 92 km langer linker Nebenfluss des Rio Tibaji im Norden des brasilianischen Bundesstaats Paraná.

## Geografie

### Lage
Das Einzugsgebiet des Ribeirão dos Apertados befindet sich auf dem Terceiro Planalto Paranaense (Dritte oder Guarapuava-Hochebene von Paraná) südlich von Londrina.

### Verlauf
Sein Quellgebiet liegt unter dem Namen Côrrego Arlindo im Munizip Arapongas auf 766 m Meereshöhe im östlichen Stadtgebiet an der Rua Tinguaçú.
Der Fluss verläuft überwiegend in östlicher Richtung. Nach dem Zufluss weiterer Bäche, unter anderen des Côrrego Damasco, nimmt er nach etwa 5 km den Namen Ribeirão dos Apertados an. Er verlässt das Munizip Arapongas nach weiteren 10 km und erreicht das Gebiet des Munizips Londrina, das er südlich der Stadt von West nach Ost durchquert. Er fließt am südlichen Rand des Parque Estadual da Mata dos Godoy entlang, quert die PR-538. passiert in großem Bogen die Umspannstation Subestacão Londrina Esul, bis er die PR-445 von Londrina nach Mauá da Serra erreicht. Er fließt im Munizip Londrina beim Sítio Barra do Apertado links in den Rio Tibaji. Er mündet auf 374 m Höhe. Er ist etwa 92 km lang.

### Munizipien im Einzugsgebiet
Am Ribeirão dos Apertados liegen die zwei Munizipien Arapongas und Londrina.

### Nebenflüsse
links:
- Água do Limoeiro
- Ribeirão do Tigre

rechts:
- Côrrego Damasco
- Água Coqueiral
- Ribeirão do Frouxo
- Água Riacho Verde
- Rio Tangará
- Córrego Barra Grande
- Água Marília